# Rhodophthitus pseudabraxas
Rhodophthitus pseudabraxas is een vlinder uit de familie spanners (Geometridae). De wetenschappelijke naam van deze soort is voor het eerst geldig gepubliceerd in 1964 door Carcasson.
De soort komt voor in tropisch Afrika.